# Kobdilj
Kobdilj este o localitate din comuna Komen, Slovenia, cu o populație de 194 de locuitori.